# 特别广播服务公司
特别广播服务公司，缩写为，是澳大利亚一家由混合资助而成立的公共广播机构，旗下拥有电台网、电视网和在线网络服务。特别广播服务公司运营着四家电视频道（SBS电视台、SBS VICELAND、SBS美食频道和全国原住民电视台）和八家电台频道（SBS广播一台、SBS广播二台、SBS广播三台、SBS阿拉伯语台、SBS驰放音乐台、SBS亚洲流行台和SBS印度流行台）。SBS在线则是SBS点播等流媒体服务的官方网站。其廣播部門提供74種語言的節目。
特别广播服务公司的既定目标是“提供多语种和多文化的电台和电视广播服务，为全体澳大利亚人提供资讯、教育和娱乐服务，并在此过程中反映澳大利亚的多元文化特色”。 特别广播服务是澳大利亚本土五大免费电视联播网之一。

## 公司服务

### 电视服务
无论是在州或领地，特别广播服务公司使用的呼号都是统一的。2006年12月14日，特别广播服务公司宣布将SBS电视台高清频道的高清标准修改为720p。 此前SBS电视台高清频道使用的高清标准为576p。2012年6月5日，特别广播服务公司宣布将其高清标准从720p升级为1080i。特别广播服务公司在凌晨和早间时段播出国际新闻时段，播放由中国国际电视台新闻频道（2021年3月5日起，特别广播服务公司因中國媒體出現電視認罪而停播）、日本放送协会新闻资讯频道以及半島電視台英語頻道制作的和BBC六點新聞、PBS新聞一小時等英语新闻节目，也会播出其他国家的非英语新闻节目，如央视的中国新闻（2021年3月5日起，特别广播服务公司因中國媒體出現電視認罪而停播）、無綫的海外版六點半新聞報道、NHK的7點新聞等。
| 地面数字电视频道号码 | 频道名称                 | 备注 |
| -------------------- | ------------------------ | --- |
| 3                    | SBS电视台                | 综合频道，播放自制和外购节目 |
| 30                   | SBS电视台高清频道        | SBS电视台的高清同播版本 |
| 31                   | SBS VICELAND高清频道     | 2009年6月开播，针对年轻收视群体的频道 |
| 32                   | SBS WORLD MOVIES高清频道 | 1995年先于有线电视和直播卫星平台开播，曾于2018年1月至2019年6月短暂停播 国际电影专门频道                                                                       |
| 33                   | SBS美食频道              | 2015年9月开播，介绍美食与烹饪的频道 2015至2018年曾采用探索傳播旗下美食頻道节目，直至探索傳播和七號電視網签约合办频道为止                                      |
| 34                   | 全国原住民电视台高清频道 | 2007年7月先于有线电视和直播卫星平台开播，2012年开始落地地面数字电视 针对澳大利亚原住民广播的频道，世界原住民廣電聯盟成员机构；於2023年12月5日升級為高清廣播。 |
| 35                   | SBS WorldWatch           | 2022年5月23日开播，以30语种语言播出新闻资讯节目，包括汉语普通话和阿拉伯语本地新闻。                                                                           |
| 36                   | 全国原住民电视台         | 针对澳大利亚原住民广播的频道，世界原住民廣電聯盟成员机构；原頻道號碼34，以標清廣播，於2023年12月5日移動到此頻道。                                             |

### 电台服务
| 地面数字电视频道号码 | 频道名称      | 备注                                                   |
| -------------------- | ------------- | ------------------------------------------------------ |
| 301                  | SBS电台第一台 | 多语种广播节目                                         |
| 302                  | SBS电台第二台 | 多语种广播节目                                         |
| 303                  | SBS电台第三台 | 多语种广播节目，部分时段英國廣播公司國際頻道英语节目   |
| 304                  | SBS阿拉伯语台 | 自制阿语节目，部分时段转播英國廣播公司國際頻道阿语节目 |
| 305                  | SBS印度流行台 | 印度流行音乐                                           |
| 306                  | SBS驰放音乐台 | 驰放类音乐和世界音乐                                   |
| 307                  | SBS亚洲流行台 | 亚洲流行音乐                                           |

## 争议
1993年9月17日下午，国际奥委会委员何振梁从萨马兰奇处得知，几家通讯社分别从悉尼和蒙特卡洛发出消息，说北京市副市长张百发于8月31日在北京接受了特别广播服务公司的采访。几个通讯社的新闻称，张说，如果因美国国会的阻挠而使北京申办失败，中国要抵制1996年亚特兰大奥运会加以报复。
何振梁称，经过事后了解，在1993年8月31日澳大利亚特别广播服务公司采访张百发时，他确曾对“美国国会违反奥林匹克原则、干涉中国人民申办奥运会的权利”，表达了十分气愤的心情。他同特别广播服务公司电视台记者说，“我们完全有理由对美国进行报复，但我们不会那样做，因为我们一贯支持奥林匹克运动”。张百发并没有直接说“抵制亚特兰大奥运会”，何振梁认为特别广播服务公司对这段采访断章取义并把内容事先透露给西方各大通讯社。何振梁向当天下午参与新闻发布会的记者回答“不存在中国抵制亚特兰大奥运会的问题”，并表示“我再重复一遍，不论蒙特卡洛的表决结果如何，我们将参加利勒哈默尔冬奥会和亚特兰大奥运会”。何振梁的妻子认为，“澳方的真实意图就是在临近表决之时，突然投下一颗重磅炸弹，以遏制北京正在不断上升的气势，使北京难以在短短的最后关头翻过身来”。

### 脚注
1. ↑  中文译名参见其官方微博上所使用的简介内容，“SBS是澳大利亚联邦政府属下的特别广播服务公司（Special Broadcasting Service）……”。

### 出典
1. ↑  . 特别广播服务公司.   [2019-02-06]. （原始内容存档于2005-03-08）.
2. ↑  . Digital Broadcasting Australia. dba.org.au. 2006-12-14  [2006-12-14]. （原始内容存档于2007-01-03）.
3. ↑  . sbs.com.au. （原始内容存档于2012-10-24）.
4. 1 2  .   [2021-03-06]. （原始内容存档于2021-04-15）.
5. ↑  Thomas, Robert McG. . 纽约时报. 1993-09-18  [2009-10-04]. （原始内容存档于2014-10-29）.
6. 1 2  . 中华网. 2005-11-21  [2015-03-08]. （原始内容存档于2015-04-02） （中文）.
7. ↑  梁丽娟. . 北京: 世界知识出版社. 2005: 364. ISBN 7-5012-2518-4. OCLC 62899507.